# Clifford Edmund Bosworth
Clifford Edmund Bosworth, né le 29 décembre 1928 à Sheffield (Yorkshire du Sud) et mort le 28 février 2015 à Yeovil (Somerset), est un historien britannique orientaliste, spécialisé dans les études iraniennes et arabes.

## Biographie

### Formation universitaire
Étudiant , il a obtenu un baccalauréat universitaire ès lettres à l'université d'Oxford, puis une maîtrise universitaire ès lettres et un doctorat à l'université d'Édinbourg.

## Publications

### Livres (en anglais)
- (en) Clifford Edmund Bosworth, The Ghaznavids : Their Empire in Afghanistan and Eastern Iran 994–1040, Édimbourg, Edinburgh University Press, coll. « History, philosophy & economics » (no 17), 1963 (OCLC 3601436)
- (en) Clifford Edmund Bosworth, The Later Ghaznavids : Splendour and Decay, The Dynasty in Afghanistan and Northern India 1040–1186, New York, Columbia University Press, 1977 (ISBN 0-231-04428-3)
- (en) Clifford Edmund Bosworth, Historic Cities of the Islamic World, Leyde, Brill, 2007, 583 p. (ISBN 978-90-04-15388-2, lire en ligne)

### Livres en français
- Les Armées du Prophète : Stratégie, tactique et armement, 1981 (Notice BnF)
- Encyclopédie de l'Islam, Leyde/Paris, Brill/Maisonneuve et Larose, 2001

### Articles
- Clifford Edmund Bosworth, "Ghaznavids", in Encyclopædia Iranica.
- (en) C.E. Bosworth, « The Development of Persian Culture under the Early Ghaznavids », Iran, vol. 6,‎ 1968, p. 39 (ISSN 0578-6967, DOI 10.2307/4299599, lire en ligne)